# Фаворитът : Роман-хроника за времената на Екатерина II
„Фаворитът: Роман-хроника за времената на Екатерина II“ (на руски: Фаворит) е исторически роман от съветския писател Валентин Пикул, написан през 1979 – 1982 г. Състои се от два тома – „Его императрица“ и „Его Таврида“.
Писателят започва работа по книгата през август 1976 г. Първият том е завършен през ноември 1979 г., а вторият том е написан само за един месец – през януари 1982 г.
Сред главните действащи лица в книгата са и граф Алексей Разумовский, великият руски учен Михаил Ломоносов, основателят на руския народен театър Фьодор Волков и граф Александър Строганов, знаменитите адмирали на Руския флот – Григорий Спиридов и
Самуил Грейг, полският крал Станислав Август Понятовски и метежникът Емелян Пугачов.
През 2005 г. по романа е филмиран руският ТВ-сериал „Фаворит“ с участието на Наталия Суркова, Игор Ботвин, Александър Поляков, Аркадий Шаргородски, Антон Денисов, Вадим Сивирски и др. 

## Сюжет
Внимание:  Текстът по-долу разкрива сюжета на произведението (или части от него)!
Романът описва живота на изключителната военна и политическа фигура от втората половина на 18 век, Григорий Александрович Потьомкин. Като един от най-любимите „официални“ фаворити на Екатерина II Велика, Потьомкин има огромно влияние върху императрицата, но го използва не само за лична изгода, а и за доброто на държавата. Той става известен като мъдър политик, опитен дипломат и смел командир. Под негово ръководство са извършени значителни реформи в руската армия. Но завистта и омразата на последния фаворит на Екатерина II, граф Платон Зубов, водят Потьомкин първо до позор, а след това и до преждевременна смърт ...
Голяма част от романа е посветена на описанието на двете руско-турски войни, в резултат на които е унищожено Кримското ханство, а окупираните територии са включени в пределите на Руската империя.